# Kazičene
 Kazičene (in bulgaro Казичене?; tras. angl.: Kazichene) è un comune della Bulgaria occidentale. Si trova nella Regione di Sofia, a 12 km a est del centro di Sofia.